# Jižní Rhodesie
Jižní Rhodesie (Southern Rhodesia) byl název britské samosprávné kolonie (self-governing colony) nacházející se v jižní Africe severně od řeky Limpopo a Jihoafrické unie. Územně je Jižní Rhodesie stejná jako dnešní Zimbabwe. Existovala mezi lety 1923–1953, poté mezi lety 1963–1965 a nakonec ještě mezi lety 1979–1980.
Před druhou světovou válkou byla v Jižní Rhodesii vybudována infrastruktura pro letectvo a během let 1940 až 1945 zde bylo vycvičeno na 10 tisíc pilotů Royal Air Force (zhruba 7 % z celkového počtu).

## Dějiny

### Formální vývoj
Podle kmenu Matabele se o území zprvu referovalo jako o Matabelsku, v druhé polovině 19. století se užívá název Jižní Zambezie. V roce 1895 přichází do praxe název Rhodesie, přívlastek „Jižní“ se užívá od roku 1901. Od roku 1953 je Jižní Rhodesie součástí Federace Rhodesie a Ňaska. V roce 1963 se federace rozpadá a mezi roky 1963–1965 se stále užívá název Jižní Rhodesie. V roce 1965 se kolonie Jižní Rhodesie jednostranným vyhlášením nezávislosti osamostatňuje pod názvem Rhodesie. Toto vyhlášení nezávislosti není uznáno britskou vládou, která až do roku 1980 nadále území nazývá Jižní Rhodesií.
Po občanské válce v Rhodesii je Rhodesie v roce 1979 přejmenována na Zimbabwe Rhodesii a krátce na to se dobrovolně znovu stává britskou kolonií pod staronovým názvem Jižní Rhodesie. V roce 1980 dává Velká Británie Jižní Rhodesii svobodu pod názvem Zimbabwe.

### Dějiny v datech
- 16. století – na území dnešní Zimbabwe se dostávají Portugalci
- 1855 – David Livingstone objevil Viktoriiny vodopády
- 1890 – Lobengula prodává Britské Jihoafrické společnosti prostřednictví Cecila Rhodese území Matabele
  - 12. září – založení Salisbury
- 1895 – Správa Britské Jihoafrické společnosti přejmenovala území Zambezie na Rhodesii. Administrativní dělení se vedlo podél řeky Zambezi; na severu byla Severní Rhodesie, na jihu Jižní Rhodesie
- 1896 – vzpoura Matabelů a Mašonů
- 1902 – zemřel Cecil Rhodes
- 1923 – konec správy Britské Jihoafrické společnosti. Jižní Rhodesie se stala samosprávnou kolonií, zatímco Severní Rhodesie je pod plnou kontrolou Londýna
- 1953 – britské državy Jižní Rhodésie, Severní Rhodesie a Njasko spojily ve federační celek Rhodesie a Njasko
- 1964 – nezávislost Severní Rhodesie a Njaska
- 1965 – jednostranné vyhlášení nezávislosti Jižní Rhodesie
- 1966 – vytvoření dvou protivládních guerill
- 1968 – uvalení sankcí OSN na Jižní Rhodesii za její rasistickou vládu
- 1970 – vyhlášení republiky Rhodesie
- 1972 – občanská válka
- 1973 – uzavření hranic mezi Rhodesií a Zambií
- 1978 – pokus o svržení vlády
- 1979
  - červen – Abel Muzorewa se stal předsedou vlády republiky Zimbabwe-Rhodesie
  - září – začátek trojstranných rozhovorů mezi Londýnem, Salisbury a vlasteneckou frontou Roberta Mugabeho
  - 12. prosinec – připojení Rhodesie pod Spojené království
  - 21. prosinec – příprava nezávislosti Rhodesie
- 1980 – vyhlášení nezávislosti Zimbabwe